# Hogyisvanez család
A Hogyisvanez család (francia címén Les Kikekoi, angol címén The Why Why Family) francia televíziós rajzfilmsorozat, amelynek rendezője és producere Bruno Bianchi. Franciaországban 1997. szeptember 1. és 1998. június 26. között a France 3 tűzte műsorra.

## Szereplők
| Szereplő        | Eredeti hang       | Eredeti hang    | Magyar hang                    | Leírás |
| Szereplő        | Angolul            | Franciául       | Magyar hang                    | Leírás |
| --------------- | ------------------ | --------------- | ------------------------------ | --- |
| Victor          | Heidi Lenhart      | Donald Reignoux | Szalay Csongor, Borbíró András | A sorozat főszereplője egy kék-pelenkás kisfiú, aki a családjától akarja megtanulni mindet.                                                    |
| Max             | Stanley Gurd Jr    | Olivier Destrez | Galbenisz Tomasz               | Victor édesapja, aki szerelő és ezermester. Ő a Hogyan működik? tantárgyat tanít Victornak.                                                    |
| Flóra (Vanilla) | Mendi Segal        | Blanche Ravalec | Németh Borbála                 | Victor hozzáhasonló édesanyja. Ő a Növények és állatok tantárgyat tanít Victornak.                                                             |
| Frutti          | ?                  | Henri Courseaux | ?                              | Vanilla zöld nőstény madárkája. aki segít Vanillának.                                                                                          |
| Tutti           | ?                  | Gérard Surugue  | ?                              | Vanilla lila színű hím madárkája, aki szintén segít Vanillának.                                                                                |
| Nagyi           | ?                  | Claude Chantal  | Pálos Zsuzsa                   | Victor nagymamája. Ő a Földtan tantárgyat tanít Victornak.                                                                                     |
| Basalt          | ?                  | Gérard Surugue  | Gesztesi Károly                | Eartha házi kedvence, egy zöld bőrű narancssárga pöttyös sárkány, aki brit akcentussal beszél, lehet kapzsi, bármilyen járművé tud átalakulni. |
| Micró           | Kevin Schon        | Henri Courseaux | Halmágyi Sándor                | Victor egyik nagybácsija, aki alacsony termetű és cowboy-kalapot visel. Scopo-val ő Az emberi test tantárgyat tanít Victornak.                 |
| Scopé           | ?                  | Gérard Surugue  | F. Nagy Zoltán                 | Victor másik nagybácsija, aki óriás termetű és sárga-fekete csíkos pólót visel. Ő segít Micro-nak a tantárgyban.                               |
| Matyi           | Derek Patrick      | Henri Poirier   | Konrád Antal, Németh Gábor     | Victor nagypapája, aki pilóta sapkát visel. Ő a Űr és űrkutatás tantárgyat tanít Victornak.                                                    |
| Zygo            | Genghis Studebaker | Gérard Surugue  | Mikula Sándor                  | Matik narancssárga bundás fekete pöttyös kutyája. Ő segít Matiknak.                                                                            |

- További magyar hangok : Albert Gábor

## Epizódok
| #   | Magyar cím                              | Szereplők            | Eredeti cím                       | Eredeti cím                                                         |
| #   | Magyar cím                              | Szereplők            | Angolul                           | Franciául                                                           |
| --- | --------------------------------------- | -------------------- | --------------------------------- | ------------------------------------------------------------------- |
| 01. | ?                                       | Max                  | Photo Opportunity                 | Pourquoi a t'on des fourmis dans les jambes?                        |
| 01. | ?                                       | Micro & Scopo        | Sick Leave                        | Qu'est ce qu'un virus, une bactérie?                                |
| 01. | ?                                       | Zygo & Matik         | O Solar Mio                       | Qu'est-ce que le système solaire?                                   |
| 01. | Miért pöfékelnek a tűzhányók?           | Eartha & Basalt      | All You Need Is Lava              | Pourquoi les volcans entrent-ils en éruption?                       |
| 01. | ?                                       | Vanilla, Kwik & Kwak | A Horse Of A Different Color      | Pourquoi les zebres ont ils des rayures?                            |
| 02. | ?                                       | Zygo & Matik         | Pleased To Meteor You             | Qu'est-ce qu'une étoile filante ?                                   |
| 02. | ?                                       | Max                  | Idle Chatter                      | Comment fonctionne une voiture?                                     |
| 02. | ?                                       | Vanilla, Kwik & Kwak | Feather Knows Best                | Comment les oiseaux volent-ils?                                     |
| 02. | ?                                       | Eartha & Basalt      | Shell Shock                       | Qu'est-ce que c'est un fossile?                                     |
| 02. | ?                                       | Micro & Scopo        | I Resemble Mama                   | Pourquoi on ressemble à ses parents?                                |
| 03. | ?                                       | Micro & Scopo        | Out On a Limb                     | ?                                                                   |
| 03. | ?                                       | Vanilla, Kwik & Kwak | Petal Pushers                     | Pourquoi les fleurs ont elles de belles couleurs ?                  |
| 03. | ?                                       | Zygo & Matik         | He Ain’t Heavy, He’s An Astronaut | Pourquoi l'astronaute flotte-t-il dans l'espace et dans sa navette? |
| 03. | ?                                       | Eartha & Basalt      | Stormy Weather                    | Pourquoi pleut-il, ou neige-t-il?                                   |
| 03. | ?                                       | Max                  | Bars & Stripes Forever            | Qu'est-ce qu'un code barre?                                         |
| 04. | ?                                       | Micro & Scopo        | Sneezed To Meet You               | Pourquoi on éternue?                                                |
| 04. | ?                                       | Max                  | Beam My Baby                      | Comment marche une télécommande?                                    |
| 04. | ?                                       | Vanilla, Kwik & Kwak | Green & Bear It                   | Est-ce que les plantes respirent?                                   |
| 04. | ?                                       | Eartha & Basalt      | Sound & The Whywhys               | Pourquoi le tonnerre suit-il toujours l'éclair?                     |
| 04. | ?                                       | Zygo & Matik         | Star Treatment                    | Qu'est-ce qu'une étoile, pourquoi scintille-t-elle?                 |
| 05. | Hogyan szövi hálóját a pók?             | Vanilla, Kwik & Kwak | Web Sight                         | Pourquoi et comment l'araignée tisse-t-elle sa toile?               |
| 05. | Hogyan működik a faxgép?                | Max                  | Just The Fax                      | Comment marche le fax?                                              |
| 05. | Ha izzadunk, miért izzadunk?            | Micro & Scopo        | No Sweat                          | Pourquoi on transpire?                                              |
| 05. | A Tejút titkai                          | Zygo & Matik         | For Me And My Galaxy              | Qu'est-ce que la voie lactée?                                       |
| 05. | Az árapály                              | Eartha & Basalt      | Current Event                     | D'où viennent les vagues, les raz-de-marées?                        |
| 06. | ?                                       | Micro & Scopo        | Brain Waives                      | Comment fonctionne la mémoire?                                      |
| 06. | ?                                       | Max                  | Copy Cats                         | Comment fonctionne la photocopieuse?                                |
| 06. | Hogyan készül a méz?                    | Vanilla, Kwik & Kwak | To Hive And Hive Not              | D'où vient le miel?                                                 |
| 06. | ?                                       | Earth & Basalt       | A Tree Froze In Brooklyn          | C'est quoi une période glaciaire?                                   |
| 06. | ?                                       | Zygo & Matik         | Mars Attracts                     | Y a-t-il de la vie sur Mars ou dans l'espace?                       |
| 07. | ?                                       | Vanilla, Kwik & Kwak | Hair Today                        | Pourquoi suis-je un mammifère?                                      |
| 07. | Max a levegőbe beszél                   | Max                  | Plane Speaking                    | Comment vole un avion?                                              |
| 07. | ?                                       | Zygo & Matik         | Sun Blocked                       | Qu'est-ce qu'une éclipse?                                           |
| 07. | ?                                       | Eartha & Basalt      | Fit To Be Tide                    | Pourquoi la mer monte et descend?                                   |
| 07. | ?                                       | Micro & Scopo        | Hear And Now                      | Comment on entend?                                                  |
| 08. | Zygo és Matyi a Nap körül               | Zygo & Matik         | Light Entertainment               | Comment le soleil nous éclaire-t-il?                                |
| 08. | Max a telefonban                        | Max                  | Dial-A Whywhy                     | Comment marche le téléphone?                                        |
| 08. | Micro és Scopé érzékel                  | Micro & Scopo        | Common Scents                     | Comment goûte-t-on et sent-on?                                      |
| 08. | Nagyi és Bazalt hegyet kóstol           | Eartha & Basalt      | Uphill All The Way                | Comment les montagnes se sont-elles formées?                        |
| 08. | Flóra, Tutti és Frutti a korallzátonyon | Vanilla, Kwik & Kwak | Hail To The Reel                  | Qu'est-ce que le corail?                                            |
| 09. | ?                                       | Eartha & Basalt      | A Bolt From The Blue              | Qu'est-ce que la foudre?                                            |
| 09. | ?                                       | Vanilla, Kwik & Kwak | Chirp Thrills                     | Pourquoi les oiseaux chantent?                                      |
| 09. | ?                                       | Max                  | Pit Stop                          | Comment fonctionne le disque laser?                                 |
| 09. | ?                                       | Zygo & Matik         | Station Break                     | Comment le spationaute vit-il dans sa navette?                      |
| 09. | ?                                       | Micro & Scopo        | Oh Say Can You See                | Comment voit-on?                                                    |
| 10. | ?                                       | Eartha & Basalt      | Breezy Does It                    | D'où vient le vent?                                                 |
| 10. | ?                                       | Max                  | The Chill It All                  | Comment fonctionne le réfrigérateur?                                |
| 10. | ?                                       | Zygo & Matik         | Down To Earth                     | Comment tenons-nous sur la terre sans tomber?                       |
| 10. | ?                                       | Micro & Scopo        | Surely You Ingest                 | Pourquoi faut-il manger de tout?                                    |
| 10. | ?                                       | Vanilla, Kwik & Kwak | You’ve Gotta Be Kitten            | Pourquoi les chats ronronnent-ils?                                  |
| 11. | ?                                       | Vanilla, Kwik & Kwak | A Bite To Remember                | Pourquoi les moustiques piquent-ils?                                |
| 11. | ?                                       | Eartha & Basalt      | True Grit                         | D'où vient le sable?                                                |
| 11. | ?                                       | Zygo & Matik         | Great Balls Of Fire               | Comment naît et meurt une étoile?                                   |
| 11. | ?                                       | Max                  | Ready Willing & Cable             | Comment fonctionne un ascenseur?                                    |
| 11. | ?                                       | Micro & Scopo        | A Touchy Subject                  | Comment ça marche le toucher, les réflexes?                         |
| 12. | ?                                       | Eartha & Basalt      | Changing Climes                   | Pourquoi y-a-t-il différents climat?                                |
| 12. | ?                                       | Vanilla, Kwik & Kwak | Free Falling                      | Pourquoi les arbres perdent-ils leurs feuilles en automne?          |
| 12. | ?                                       | Max                  | Turn On… Tune In                  | Comment marche la télévision?                                       |
| 12. | ?                                       | Zygo & Matik         | Dust To Us                        | Qu'est-ce qu'une comète?                                            |
| 12. | ?                                       | Micro & Scopo        | Eater's Digest                    | Que deviennent les aliments que nous mangeon?                       |
| 13. | Nagyi és Bazalt a fenéken               | Eartha & Basalt      | Bottom Feeders                    | A quoi ressemble le fond de l'océan?                                |
| 13. | Flóra, Tutti és Frutti kígyóbőrben      | Vanilla, Kwik & Kwak | No Skin Off My Back               | Pourquoi les serpents changent-ils de peau?                         |
| 13. | Max különféle megvilágításban           | Max                  | Lights Out!                       | Comment marche une ampoule électrique?                              |
| 13. | Zygo, Matyi és a napkelte               | Zygo & Matik         | Sunrise… Sunset                   | Pourquoi y a-t-il des jours et des nuits?                           |
| 13. | Micro és Scopé levegőzik                | Micro & Scopo        | Air Apparent                      | Comment on respire?                                                 |
| 14. | Újabb meghökkenés ritka ködben          | Eartha & Basalt      | Another Fine Mist                 | D'où vient le brouillard?                                           |
| 14. | Max, a nagy megmentő                    | Max                  | The Big Cover Up                  | Comment vole un hélicoptère?                                        |
| 14. | Látható sötét                           | Vanilla, Kwik & Kwak | Blind Leading The Blind           | Comment la chauve-souris se dirige-t-elle dans le noir?             |
| 14. | Csakis az igazat                        | Micro & Scopo        | Nothing But The Tooth             | Pourquoi a-t-on des caries?                                         |
| 14. | Évszak oktatás                          | Zygo & Matik         | Seasons Greetings                 | Pourquoi y a-t-il des saisons?                                      |
| 15. | ?                                       | Eartha & Basalt      | No Fuel Like Old Fuel             | ?                                                                   |
| 15. | ?                                       | Max                  | Way Down Under                    | ?                                                                   |
| 15. | ?                                       | Vanilla, Kwik & Kwak | Cactus If You Can                 | ?                                                                   |
| 15. | ?                                       | Micro & Scopo        | A Cut Above                       | ?                                                                   |
| 15. | ?                                       | Zygo & Matik         | Global Swarming                   | ?                                                                   |
| 16. | ?                                       | Vanilla, Kwik & Kwak | It’s In The Bag                   | ?                                                                   |
| 16. | ?                                       | Max                  | Nuking It Out!                    | ?                                                                   |
| 16. | ?                                       | Vanilla, Kwik & Kwak | A Fungus Among Us                 | ?                                                                   |
| 16. | ?                                       | Micro & Scopo        | To Bleed Or Not To Bleed          | ?                                                                   |
| 16. | ?                                       | Zygo & Matik         | Craters And Cream Cheese          | ?                                                                   |
| 17. | Hómunka                                 | Eartha & Basalt      | Snow Job                          | ?                                                                   |
| 17. | Napsugár fiók                           | Max                  | Sunday Punch                      | ?                                                                   |
| 17. | Victor és a világító hal                | Vanilla, Kwik & Kwak | Victor And The Glow Fish          | ?                                                                   |
| 17. | Hőkezelés                               | Micro & Scopo        | Heat Treatment                    | ?                                                                   |
| 17. | Mosások mosása                          | Max                  | Wash You Were Here                | ?                                                                   |
| 18. | Egy kis ugrás a békaságnak              | Vanilla, Kwik & Kwak | One Giant Leap For Frogkind       | ?                                                                   |
| 18. | Ragadj ide!                             | Max                  | Stick Around                      | ?                                                                   |
| 18. | ?                                       | Vanilla, Kwik & Kwak | Branching Out                     | ?                                                                   |
| 18. | ?                                       | Micro & Scopo        | Spin Doctors                      | ?                                                                   |
| 18. | ?                                       | Zygo & Matik         | Scope It Out                      | ?                                                                   |
| 19. | ?                                       | Eartha & Basalt      | That Thing You Dew                | ?                                                                   |
| 19. | ?                                       | Max                  | The Powers That Be                | ?                                                                   |
| 19. | ?                                       | Vanilla, Kwik & Kwak | Blowin’ in the Wind               | ?                                                                   |
| 19. | ?                                       | Micro & Scopo        | Hair-Raising Experience           | ?                                                                   |
| 19. | ?                                       | Zygo & Matik         | Hole In One                       | ?                                                                   |
| 20. | ?                                       | Eartha & Basalt      | Ice Cycle                         | ?                                                                   |
| 20. | ?                                       | Max                  | The Light Show                    | ?                                                                   |
| 20. | ?                                       | Eartha & Basalt      | Whole Lotta Shakin’ Goin’ On      | ?                                                                   |
| 20. | ?                                       | Micro & Scopo        | For Cryin’ Out Loud               | ?                                                                   |
| 20. | ?                                       | Zygo & Matik         | Hot! Hot! Hot!                    | ?                                                                   |
| 21. | Nincs zónább az ózonnál                 | Eartha & Basalt      | There’s No Zone Like Ozone        | ?                                                                   |
| 21. | Álomország                              | Micro & Scopo        | Perchance to Dream                | ?                                                                   |
| 21. | Borjú a mamájától                       | Vanilla, Kwik & Kwak | That Was Then, This Is Cow        | ?                                                                   |
| 21. | Fény, kamera, felvétel!                 | Max                  | Lights, Camera, Action!           | ?                                                                   |
| 21. | Láss! Ne csak beszélj!                  | Micro & Scopo        | O’ See Can You Say?               | ?                                                                   |
| 22. | ?                                       | Eartha & Basalt      | How Dry I Am!                     | ?                                                                   |
| 22. | ?                                       | Zygo & Matik         | Big                               | ?                                                                   |
| 22. | ?                                       | Vanilla, Kwik & Kwak | Ch Ch Ch Changes                  | ?                                                                   |
| 22. | ?                                       | Max                  | Go With the Flow                  | ?                                                                   |
| 22. | ?                                       | Zygo & Matik         | It’s A Material Whirl             | ?                                                                   |
| 23. | ?                                       | Eartha & Basalt      | Goldirocks                        | ?                                                                   |
| 23. | ?                                       | Micro & Scopo        | Home Grown                        | ?                                                                   |
| 23. | ?                                       | Vanilla, Kwik & Kwak | From the Ground… Up               | ?                                                                   |
| 23. | ?                                       | Eartha & Basalt      | Water Water Everywhere            | ?                                                                   |
| 23. | ?                                       | Zygo & Matik         | One Giant Leap For Why Whys       | ?                                                                   |
| 24. | ?                                       | Eartha & Basalt      | It’s All Downhill From Here       | ?                                                                   |
| 24. | ?                                       | Max                  | A Turn-Key Operation              | ?                                                                   |
| 24. | ?                                       | Vanilla, Kwik & Kwak | Sleeping In                       | ?                                                                   |
| 24. | ?                                       | Micro & Scopo        | Your Loss is Migraine             | ?                                                                   |
| 24. | ?                                       | Zygo & Matik         | Moon Trek                         | ?                                                                   |
| 25. | ?                                       | Eartha & Basalt      | Sooo Cool                         | ?                                                                   |
| 25. | ?                                       | Zygo & Matik         | The Outer Planets                 | ?                                                                   |
| 25. | ?                                       | Max                  | Hold That Thought!                | ?                                                                   |
| 25. | ?                                       | Micro & Scopo        | Chuckleheads                      | ?                                                                   |
| 25. | ?                                       | Zygo & Matik         | What’s Your Sign?                 | ?                                                                   |
| 26. | Fényességes                             | Eartha & Basalt      | The Light Show                    | ?                                                                   |
| 26. | Átlátni az üvegen                       | Max                  | Thru the Looking Glass            | ?                                                                   |
| 26. | Kígyók élve!                            | Vanilla, Kwik & Kwak | Snakes Alive!                     | ?                                                                   |
| 26. | Győzzön a rosszabb!                     | Micro & Scopo        | Only the Strong Survive           | ?                                                                   |
| 26. | A világűrből jöttem                     | Zygo & Matik         | It Came from Outer Space          | ?                                                                   |